# MOA-2007-BLG-197Lb
MOA-2007-BLG-197Lb é uma anã marrom descoberta em agosto de 2015 pela colaboração do Microlensing Observations in Astrophysics (MOA). Foi a primeiro anã marrom a ser descoberta pelo método de Microlente gravitacional.